# エリッヒ・ヴァルター
エリッヒ・ヴァルター（Erich Walther、1903年8月5日 - 1947年12月26日）は、ドイツの警察官、空軍軍人。最終階級はドイツ国防軍空軍少将。第2次世界大戦時のドイツ空軍の降下猟兵部隊の将軍である。

## 軍歴
エリッヒ・ヴァルターは1924年4月1日に幹部候補生としてベルリン警察に入署した。1933年にヴェッケ警察部隊に少尉として移籍し1935年10月1日にゲネラル・ゲーリング連隊の第3小隊の指揮官になった。同年5月には降下猟兵資格取得コースを終了し、その後大尉に昇進した。
オランダ侵攻でヴァルターと彼の第1降下猟兵連隊／第I大隊はオランダのドルトレヒト近郊に降下した。1940年5月27日にヴァルターは第3山岳歩兵師団の援軍でノルウェー侵攻に参加した。エデュアルト・ディートル将軍はノルウェーでのヴァルターの勝利への決定的な貢献に対し個人的に謝意を表した。1940年6月19日にヴァルターは少佐に昇進した。
クレタ島への空挺攻撃のメルクール作戦でヴァルターはイラクリオンに於いてカール＝ロタール・シュルツ率いる第1降下猟兵連隊／第III大隊と共に戦い、5月29日に部下の降下猟兵を引き連れ街に進軍した。
ヴァルターは東部戦線ではレニングラード近郊で戦い、そこでの功績により金ドイツ十字章を授与された。1942年4月20日にヴァルターは大佐に昇進し、9月には第4降下猟兵連隊の指揮官に任命された。
ヴァルターと部下の降下猟兵たちはシチリアでシメト（Simeto）橋の北で防衛戦を行い、モンテ・カッシーノでは彼の連隊は丘の上を守った。
ヴァルターは西部戦線でヴァルター戦闘群の指揮官として戦った。連合国軍のマーケット・ガーデン作戦中にはナイメーヘンとアーネムで敵の空挺攻撃に対して巧妙に防御した。その後ヴァルターは東プロイセンで第2降下装甲師団ヘルマン・ゲーリングを指揮した。1945年1月30日に少将に昇進したが、1945年5月8日には赤軍の捕虜となった。
エリッヒ・ヴァルターは1947年12月26日にブーヘンヴァルト強制収容所で死去した。

## 受勲
- 黒戦傷章
- 「クレタ」 カフバンド
- ナルヴィク・シールド（Narvik Shield）
- 金ドイツ十字章（1942年3月31日）
- 鉄十字章
  - 二級鉄十字章（1940年4月18日）
  - 一級鉄十字章（1940年4月26日）
- 柏葉・剣付騎士鉄十字章
  - 騎士鉄十字章（1940年5月24日）
  - 柏葉 第411号（1944年3月2日）
  - 剣 第131号（1945年2月1日）